# Far Barcelona (jakt)
El Far Barcelona és un jakt noruec aparellat com a goleta amb dos pals, construït a la comunitat de Kvinherred, Noruega, l'any 1874. Té unes dimensions 23 m d'eslora, i amb el bauprès i pescant de 33 m d'eslora màxima, 6,76 m de mànega i desplaçament de 140 tones.
La propietat fou inicialment de dos socis de Haugesund, el vaixell fou batejat inicialment com Anne Dorthea en honor a la esposa d'un d'ells. Inicialment es dedicà principalment al comerç i transport per la mar del Nord i mar Bàltica, especialment d'arengada en salaó i de càrrega general. De forma puntual, es dedicà al transport d'emigrants a l'Amèrica del Nord. A la segona meitat del segle xx, se li afegí un motor semidiesel de 100 HP i durant la dècada del 1970 fou retirat del servei per treballs de restauració que es van realitzar a la badia de Forlandsvaag. El 1984 el vaixell fou adquirit per Miquel Borillo Esteve i es dedicà a rehabilitar-lo, primer al port de Vinaròs i el 1990 al port de Barcelona, amb l'ajuda de l'associació "Barcelona, fes-te a la mar" i, posteriorment, pel Consorci el Far. En la seva restauració, hi participaren col·lectius amb problemes d'exclusió social i laboral. Fou adaptat i transformat en vaixell escola, essent destinat per a l'ensenyament de navegació tradicional i de rehabilitació social d'escola oberta. El juliol de 2006, el jakt fou rebatejat amb el nom de Far Barcelona en una cerimònia oficiada per Joan Clos, llavors alcalde de Barcelona, i aquell mateix estiu, hi participà en dues etapes de la regata de la Tall Ships' Races.
Degut a la dissolució del Consorci El Far, l'embarcació passà a formar part de la col·lecció de vaixells del Museu Marítim de Barcelona el setembre de 2016.